# حاج إسماعيل محمد الصغير
الحاج إسماعيل محمد الصغير (29 أكتوبر 1932 – 6 سبتمبر 2021) هُو مُمثل ومُخرج جزائري وُلد سنة 1932 في مدينة قسنطينة في الجزائر.

## وصلات خارجية
- حاج إسماعيل محمد الصغير في قاعدة بيانات الأفلام على الإنترنت